# Bryan Marchment
Bryan William Marchment (* 1. Mai 1969 in Scarborough, Ontario; † 6. Juli 2022 in Montreal, Québec) war ein kanadischer Eishockeyspieler und -scout, der im Verlauf seiner aktiven Karriere zwischen 1985 und 2006 unter anderem 1.009 Spiele für die Winnipeg Jets, Chicago Blackhawks, Hartford Whalers, Edmonton Oilers, Tampa Bay Lightning, San Jose Sharks, Colorado Avalanche, Toronto Maple Leafs und Calgary Flames in der National Hockey League (NHL) auf der Position des Verteidigers bestritten hat. Nach seinem Karriereende war er von 2007 an bis zu seinem Tod als Scout für die San Jose Sharks in der NHL und deren Farmteams tätig. Sein Sohn Mason Marchment ist ebenfalls professioneller Eishockeyspieler.

## Karriere
Marchment spielte zunächst vier Jahre von 1985 bis 1989 bei den Belleville Bulls in der Ontario Hockey League (OHL). Während dieser Zeit wurde er im NHL Entry Draft 1987 in der ersten Runde an 16. Stelle von den Winnipeg Jets aus der National Hockey League (NHL) ausgewählt. 
Die Jets holten den Verteidiger bereits in seiner letzten OHL-Saison 1988/89 in die NHL und setzten ihn zweimal ein. Die Spielzeiten 1989/90 und 1990/91 verbrachte er sowohl im NHL-Team als auch im AHL-Farmteam der Jets, den Moncton Hawks. Im Sommer 1991 wurde Marchment Teil eines Transfergeschäftes, wodurch er gemeinsam mit Chris Norton im Tausch für Troy Murray und Warren Rychel zu den Chicago Blackhawks wechseln musste. Dort schaffte der Kanadier erstmals den Sprung in den Stammkader eines NHL-Franchises und blieb bis zum November 1993, ehe er erneut wechseln musste. Mit Steve Larmer transferierten ihn die Blackhawks für Eric Weinrich und Patrick Poulin zu den Hartford Whalers, wo er allerdings nur zehn Monate spielte.
In der Folge zog es Marchment durch ein Tauschgeschäft mit Steven Rice zu den Edmonton Oilers, die ihn im Verlauf der Saison 1997/98 an die Tampa Bay Lightning abgaben. Nach nur drei Monaten und 22 Spielen mit den Lightning gaben diese ihn zu den San Jose Sharks ab, wo er die erfolgreichste Zeit seiner Karriere hatte. Insgesamt spielte Marchment sechs Spielzeiten in San Jose und erzielte mit 22 Punkten in der Saison 2001/02 eine Karrierebestmarke. Durch eine schwache Saison der Sharks in der Spielzeit 2002/03 und dem damit verbundenen Neuaufbau des Teams gaben sie ihn noch während der Saison zur Colorado Avalanche ab. Nachdem er zur Saison 2003/04 für ein Jahr zu den Toronto Maple Leafs gewechselt war, unterbrach er in der Lockout-Saison 2004/05 seine Karriere. Zur Saison 2005/06 unterzeichnete er noch einmal einen Einjahresvertrag, diesmal bei den Calgary Flames. 
Nach der Saison 2005/06 lief sein Vertrag in Calgary aus, woraufhin er von keinem Team mehr verpflichtet wurde und seine Karriere beendete. Im August 2007 wurde er von seinem Ex-Team San Jose Sharks als Scout verpflichtet, für die er bis zu seinem Tod im Juli 2022 im Alter von 53 Jahren tätig war.

## Erfolge und Auszeichnungen
- 1989 OHL Second All-Star Team

## Karrierestatistik
(Legende zur Spielerstatistik: Sp oder GP = absolvierte Spiele; T oder G = erzielte Tore; V oder A = erzielte Assists; Pkt oder Pts = erzielte Scorerpunkte; SM oder PIM = erhaltene Strafminuten; +/− = Plus/Minus-Bilanz; PP = erzielte Überzahltore; SH = erzielte Unterzahltore; GW = erzielte Siegtore; 1 Play-downs/Relegation; Kursiv: Statistik nicht vollständig)